# Product of the 80's
Albums de Prodigy
H.N.I.C. Pt. 2
(2008) H.N.I.C. 3
(2012)
Singles
1. Stop Stressin'
Sortie : Octobre 2008
2. Shed Thy Bloo
Sortie : Novembre 2008
3. Damn Daddy
Sortie : Janvier 2009

Product of the 80's est le quatrième album studio de Prodigy, sorti le 21 octobre 2008.
Il est sorti au moment où Prodigy purgeait une peine de prison de trois ans et demi pour détention illégale d'une arme à feu.
L'album s'est classé 98e au Top R&B/Hip-Hop Albums.

## Liste des titres
| No  | Titre                                             | Contient un (des) sample(s) de                               | Durée |
| --- | ------------------------------------------------- | ------------------------------------------------------------ | ----- |
| 1.  | Intro                                             |                                                              | 0:45  |
| 2.  | Waddup Gz                                         | My Future Waits de Dragonwyck                                | 3:17  |
| 3.  | Shed Thy Blood (featuring Un Pacino)              |                                                              | 2:43  |
| 4.  | Box Cutters (featuring Big Twins)                 | Marée noire de François de Roubaix                           | 3:28  |
| 5.  | Catch Body Music                                  | Prelude de Hidenori Maezawa, Jun Funahashi et Yukie Morimoto | 3:36  |
| 6.  | P Keep Spittin'                                   |                                                              | 2:43  |
| 7.  | Test Tube Babies                                  |                                                              | 4:02  |
| 8.  | Cold World                                        | Mere Jaisi Mehbooba de Bappi Lahiri                          | 2:39  |
| 9.  | Anytime (featuring Un Pacino)                     |                                                              | 3:04  |
| 10. | Stop Stressin'                                    | Another Knife in My Back de Bobby Orlando                    | 3:24  |
| 11. | Damn Daddy (featuring Un Pacino et Big Twins)     | P.S.K. - What Does It Mean? de Schoolly D                    | 3:27  |
| 12. | Sex, Drugs, & Murder (featuring Un Pacino)        |                                                              | 4:42  |
| 13. | In the Smash (featuring Big Twins)                | Security de Sedan                                            | 3:33  |
| 14. | Circle Don't Stop (featuring Big Twins et Chinky) |                                                              | 3:18  |
| 15. | Am I Crazy?                                       |                                                              | 9:34  |